# Tony Arbour

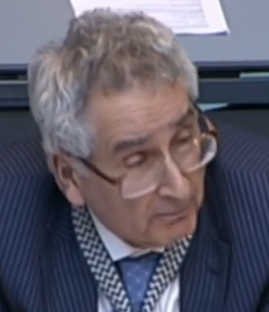
Tony Arbour

Anthony Francis „Tony“ Arbour (* 30. August 1945) ist ein britischer Politiker der Conservative Party.

## Werdegang
Seine schulische Ausbildung erhielt Arbour zunächst an der St. Andrews School und an der Surbiton County Grammar School. Sein Studium absolvierte er am Kingston College of Technology, wo ihm der Bachelor of Science verliehen wurde. Hieran schloss sich ein Aufbaustudium an der Cass Business School an, das Arbour mit einem Master of Business Administration abschloss. 1967 erhielt er die Zulassung als Barrister am Gray’s Inn und wurde Dozent an der Kingston University Business School. Im darauffolgenden Jahr wurde er im Alter von 22 Jahren in das Richmond upon Thames Borough Council. Seinen Sitz dort hat er seit dem ununterbrochen inne. Zwischen 1996 und 2006  war er Fraktionsvorsitzender der Conservative Party und saß dem Council von 2002 bis 2006 als dessen Vorsitzender vor. Daneben gehörte er zwischen 1983 und 1986 dem Greater London Council an. Im Jahr 2000 wurde er als Vertreter des Wahlkreises South West in die London Assembly gewählt. Die anstehenden Wahlen 2004, 2008 und 2012 konnte er jeweils für sich entscheiden. Zuletzt wurde er bei den Wahlen 2012 mit 39,84 % im Amt bestätigt. Arbour gehörte der Metropolitan Police Authority an und ist seit 1974 als Friedensrichter tätig.